# Йоахім Гайнріх Ваґенер
Йоахім Гайнріх Вільгельм Ваґенер (* 16 липня 1782 року в Берліні ; † 18 січня 1861 року там само) — німецький банкір і меценат. Його колекція картин становить основу Старої національної галереї в Берліні.

## Біографія

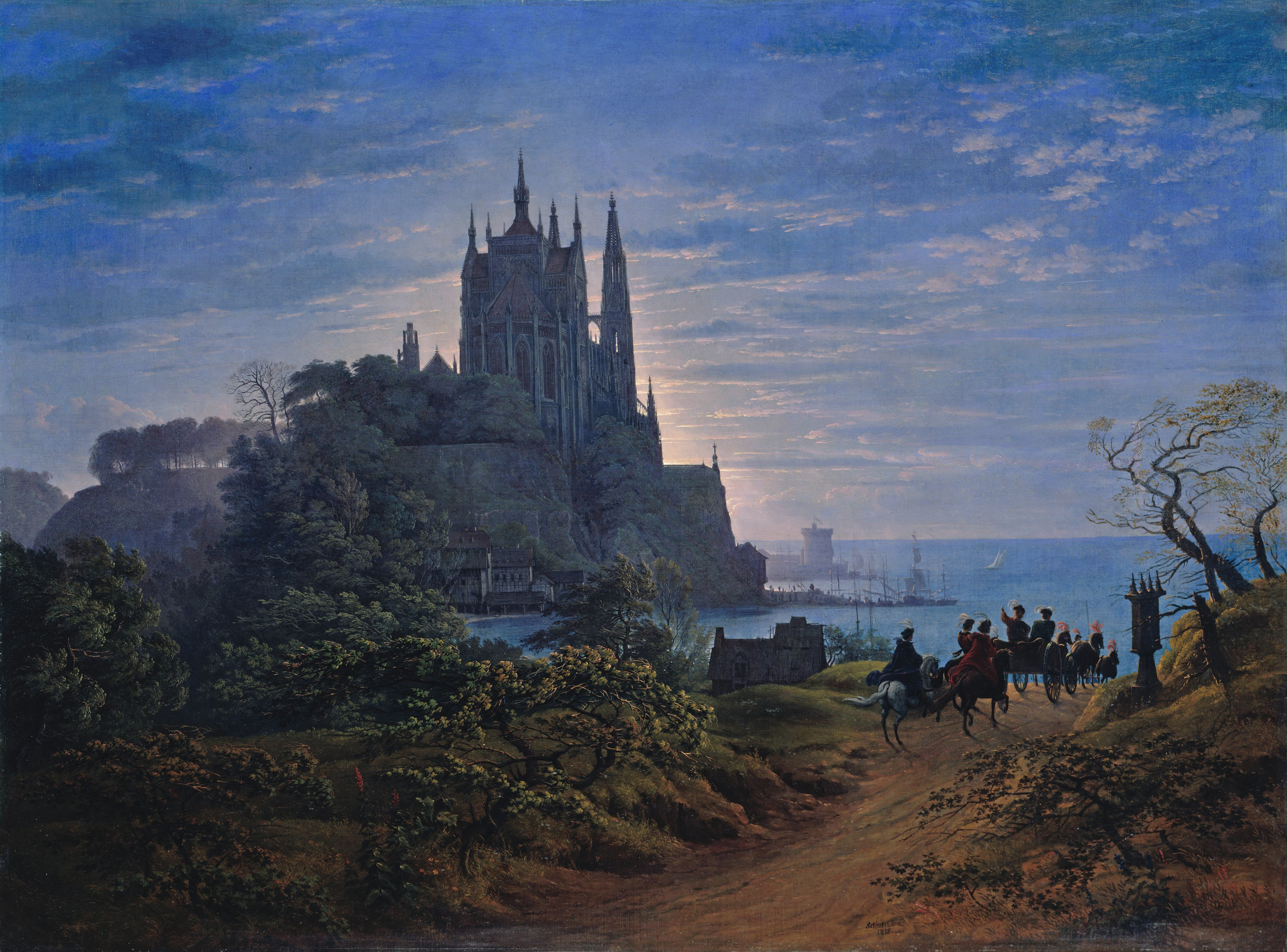
Перший твір з колекції Ваґенера: готична церква на скелі біля моря Шинкеля

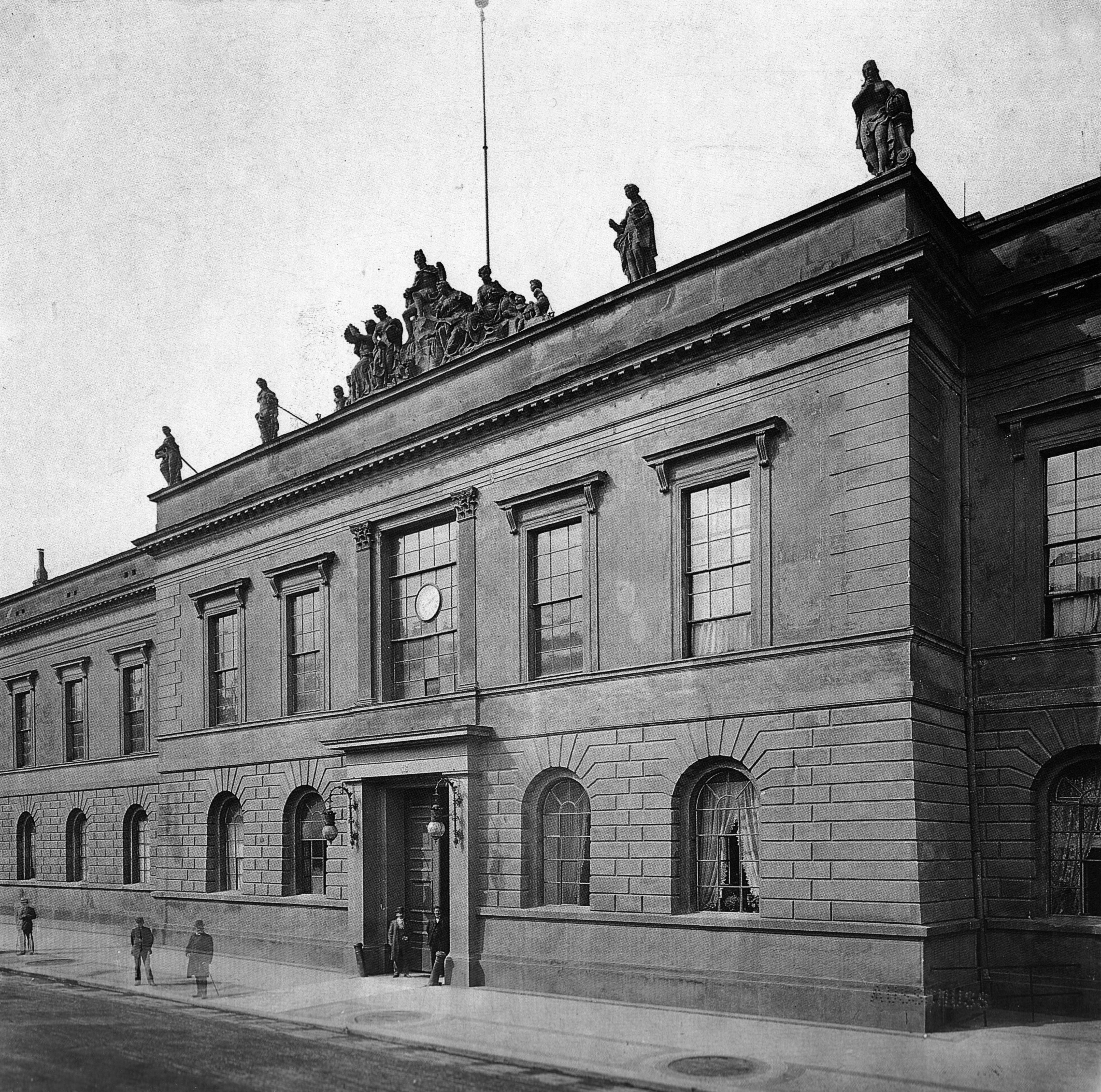
Стара Академія мистецтв, виставковий майданчик Національної галереї з 1861 по 1876 рік

Батько Ваґенера, Гайнріх Вільгельм Ваґенер († 1820), заснував торговельно-експедиторську компанію Anhalt & Wagener разом зі своїм зятем Отто Генріхом Ангальтом (1740–1820) у 1775 році. Її штаб-квартира розташовувалася на Брюдерштрасе, що веде до Шлоссплац, у районі Берлін-Мітте, поблизу церкви Святого Петра. У 1814 році Йоахім Гайнріх Вільгельм Ваґенер став партнером, а в 1820 році, після смерті двох засновників, залишився єдиним власником компанії, розширивши її банківську діяльність. У 1820 році він став співзасновником Берлінської торговельної асоціації та був її найстаршим членом до 1827 року. У 1831 році Ваґенер був призначений шведсько-норвезьким консулом.
У 1815 році він придбав свою першу картину, роботу Карла Фрідріха Шинкеля, картину «Готична церква на скелі біля моря», яку той намалював за два роки до того. Протягом багатьох років Ваґенер зібрав велику колекцію сучасного мистецтва, а також підтримував художників через цільові замовлення. У своєму заповіті, складеному в 1859 році, він залишив усю колекцію з 262 картини Прусській державі. Після смерті Вагнера Вільгельм I прийняв дарунок указом від 27 лютого 1861 року. Він додав до колекції ще 20 картин з королівської збірки. У день народження короля, 22 березня 1861 року, в колишній будівлі Академії мистецтв Унтер-ден-Лінден було відкрито Галерею Ваґнера і Національну галерею. У 1876 році, після завершення будівництва окремої будівлі на Музейному острові, колекція переїхала туди. Одночасно Макс Йордан, директор Національної галереї, прибрав збережену до того часу оригінальну нумерацію колекції Ваґнера.
Окрім колекції картин, Ваґенер також зібрав велику колекцію автографів та архів художників, що містить листи художників, з якими він спілкувався. Колекція автографів, каталог якої містив 1289 предметів, була продана на аукціоні в лютому 1878 року.  Чотири томи листів, що охоплюють період з 1834 по 1859 рік, зберігаються в архівах Національної галереї. 
Ваґенера поховали на цвинтарі Святого Петрі в Берліні . Однак наприкінці 20 століття його могила була зрівняна з землею. 

## Каталоги його колекції
- Gustav Friedrich Waagen: Verzeichniß der Gemälde-Sammlung des am 18. Januar zu Berlin verstorbenen königlichen schwedischen und norwegischen Konsuls J. H. W. Wagener, welche durch letztwillige Bestimmung in den Besitz S. M. des Königs übergegangen ist. Decker, Berlin 1861.
  - Ausgabe 1866, books.google.com
  - Ausgabe 1871 books.google.com
- Katalog der Sammlung von Autographen und Historischen Documenten des im J. 1861 verstorbenen J. H. W. Wagener Bankier und K. Schwed. u. Norweg. Konsul in Berlin. Versteigerung den 26. Februar im Kunst-Auctions-Hause. (R. Lepke) zu Berlin. Berlin 1877.